# Mikko Mäkelä
Mikko Matti Mäkelä (* 26. Februar 1965 in Tampere, Finnland) ist ein ehemaliger finnischer Eishockeyspieler, der von 1985 bis 1997 für die New York Islanders, die Los Angeles Kings, die Buffalo Sabres und die Boston Bruins in der National Hockey League und für die Düsseldorfer EG in der DEL spielte. Er hat bei den Olympischen Spielen 1994 in Lillehammer die Bronzemedaille und bei der Eishockey-Weltmeisterschaft 1992 in Prag die Silbermedaille gewonnen.

## Karriere
Mäkelä begann seine Profikarriere 1983 beim finnischen Erstligisten Tampereen Ilves. Während des NHL Entry Draft 1983 sicherten sich die New York Islanders die Transferrechte an ihm und zogen ihn in der vierten Runde an insgesamt 65. Position. Er wechselte zur Saison 1985/86 zu den Islanders und spielte dort bis Ende 1989. Dann wurde er an die Los Angeles Kings abgegeben. Nachdem sein Vertrag in Los Angeles nicht verlängert worden war, wechselte er im September 1990 im Tausch für Mike Donnelly zu den Buffalo Sabres. Nach einer Saison in Buffalo kehrte er nach Finnland zurück.
Es folgten zwei Jahre bei TPS Turku, ehe er anschließend in die schwedische Elitserien zu Malmö IF wechselte. Die Saison 1994/95 begann bei den Tampereen Ilves, wechselte dann aber wieder in die National Hockey League. Diesmal waren die Boston Bruins sein Team, er spielte dort aber nur noch elf Spiele und verbrachte die Playoffs beim Farmteam der Bruins, den Providence Bruins in der American Hockey League. 
Seine nächste Station war Deutschland. Hier spielte er ab der Saison 1995/96 für die Düsseldorfer EG zwei Jahre lang und wurde mit der DEG deutscher Meister. Erneut wechselte er nach Schweden, dieses Mal zu Södertälje SK. Wieder blieb er nur ein Jahr und ging dann zum Ende seiner Karriere zurück nach Finnland, wo er seine letzte Saison 1998/99 bei Tappara Tampere spielte. 2002 übernahm er den in Kanada den Trainerjob bei den Lethbridge Hurricanes in der kanadischen Juniorenliga Western Hockey League, wurde aber schon im Laufe der Saison vom Dienst freigestellt.

## Karrierestatistik
(Legende zur Spielerstatistik: Sp oder GP = absolvierte Spiele; T oder G = erzielte Tore; V oder A = erzielte Assists; Pkt oder Pts = erzielte Scorerpunkte; SM oder PIM = erhaltene Strafminuten; +/− = Plus/Minus-Bilanz; PP = erzielte Überzahltore; SH = erzielte Unterzahltore; GW = erzielte Siegtore; 1 Play-downs/Relegation; Kursiv: Statistik nicht vollständig)